# Parti démocratique libanais
 (mars 2020).
Si vous disposez d'ouvrages ou d'articles de référence ou si vous connaissez des sites web de qualité traitant du thème abordé ici, merci de compléter l'article en donnant les références utiles à sa vérifiabilité et en les liant à la section « Notes et références ».
Le Parti démocratique libanais est un parti politique nationaliste libanais, fondé et présidé par l’ancien député et ministre druze l’émir Talal Arslane. Ce parti est populaire auprès d’une certaine frange de la population – notamment druze – du Mont Liban, mais sa force reste inférieure à celle du Parti socialiste progressiste du rival historique de la famille Arslan, Walid Joumblatt.
Le cofondateur du parti est Marwan Abou Fadel, qui est le fils de l'ex vice-président du parlement Mounir Abou Fadel
Son programme repose sur le soutien politique à la Résistance, l’écologie et la non-violence.
Ses candidats échouent lors des élections législatives de 2005 et regagnent leurs positions en 2009 (avec quatre membres du parlement).
Il détient un portefeuille dans le cabinet d'Union nationale formé par Fouad Siniora à l'issue de l'accord de Doha.